# یاسین المیکاری
یاسین المیکاری (عربی: ياسين الميكاري؛ زاده ۹ ژانویهٔ ۱۹۸۳) یک بازیکن فوتبال اهل تونس است.
وی همچنین در تیم ملی فوتبال تونس بازی کرده است.